# Rogen (naturreservat)
Rogen är ett naturreservat som inrättades 1976 och är cirka 50 000 hektar (500 km2) stort. Det är beläget kring sjön Rogen i landskapet Härjedalen.
Reservatets högsta fjälltopp är Brattriet på 1 276 meter över havet, medan övriga toppar ligger mellan 1 000 och 1 200 meter över havet.
Varglaven som huvudsakligen finns i Dalarna och Härjedalen är vanlig i reservatet.

## Djurliv
Den sparsamma växtligheten gör att djurlivet är förhållandevis artfattigt, men området är viktigt för flera hotade djurarter. Tre av de stora rovdjuren – björn, järv och lo – finns här. Utter förekommer vid ett par vattendrag. Även kungsörn och fjällvråk har skådats. Landets enda myskoxstam besöker området varje vinter.

## Bildgalleri

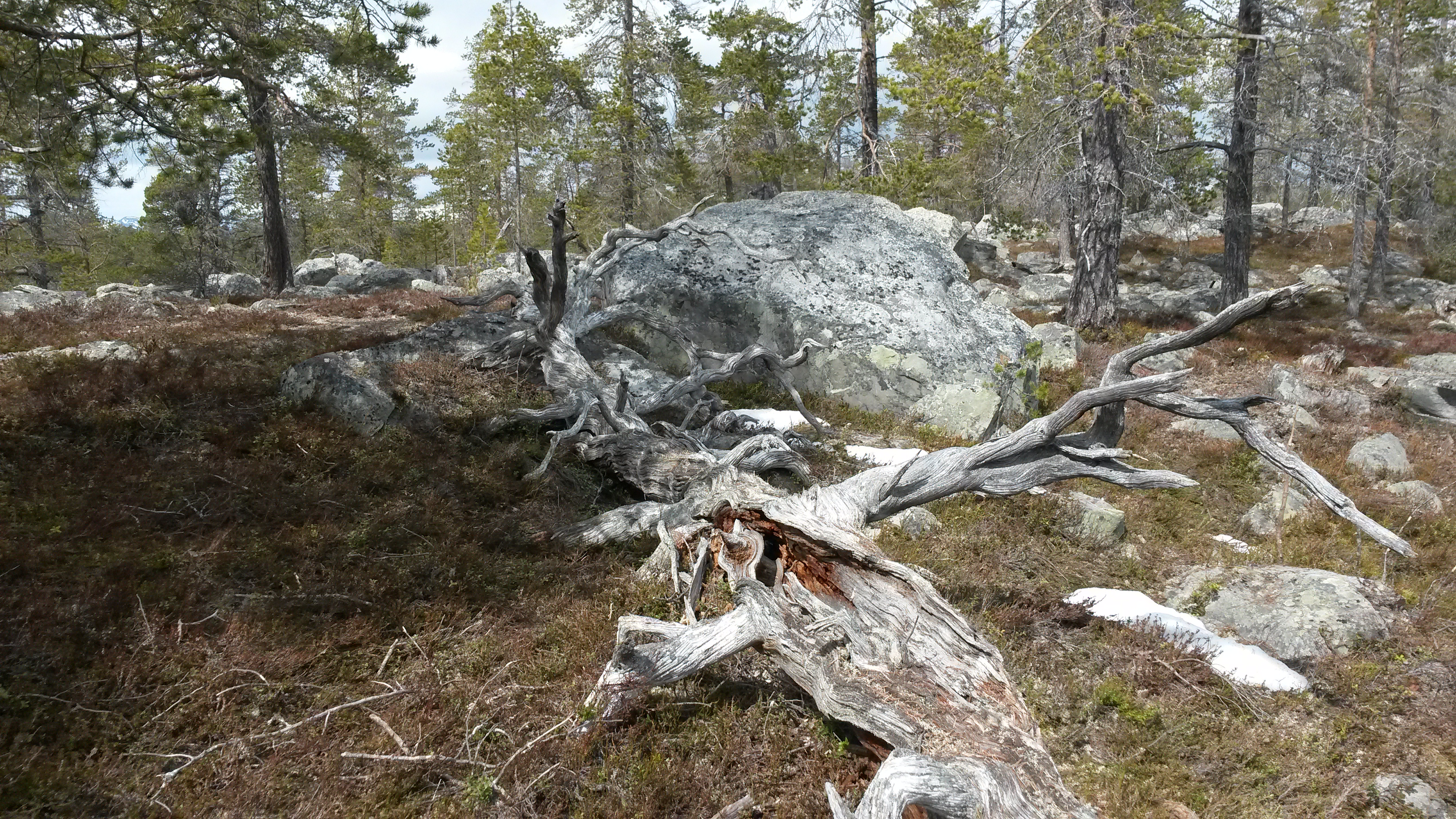
Gammal tallskog i Rogens naturreservat
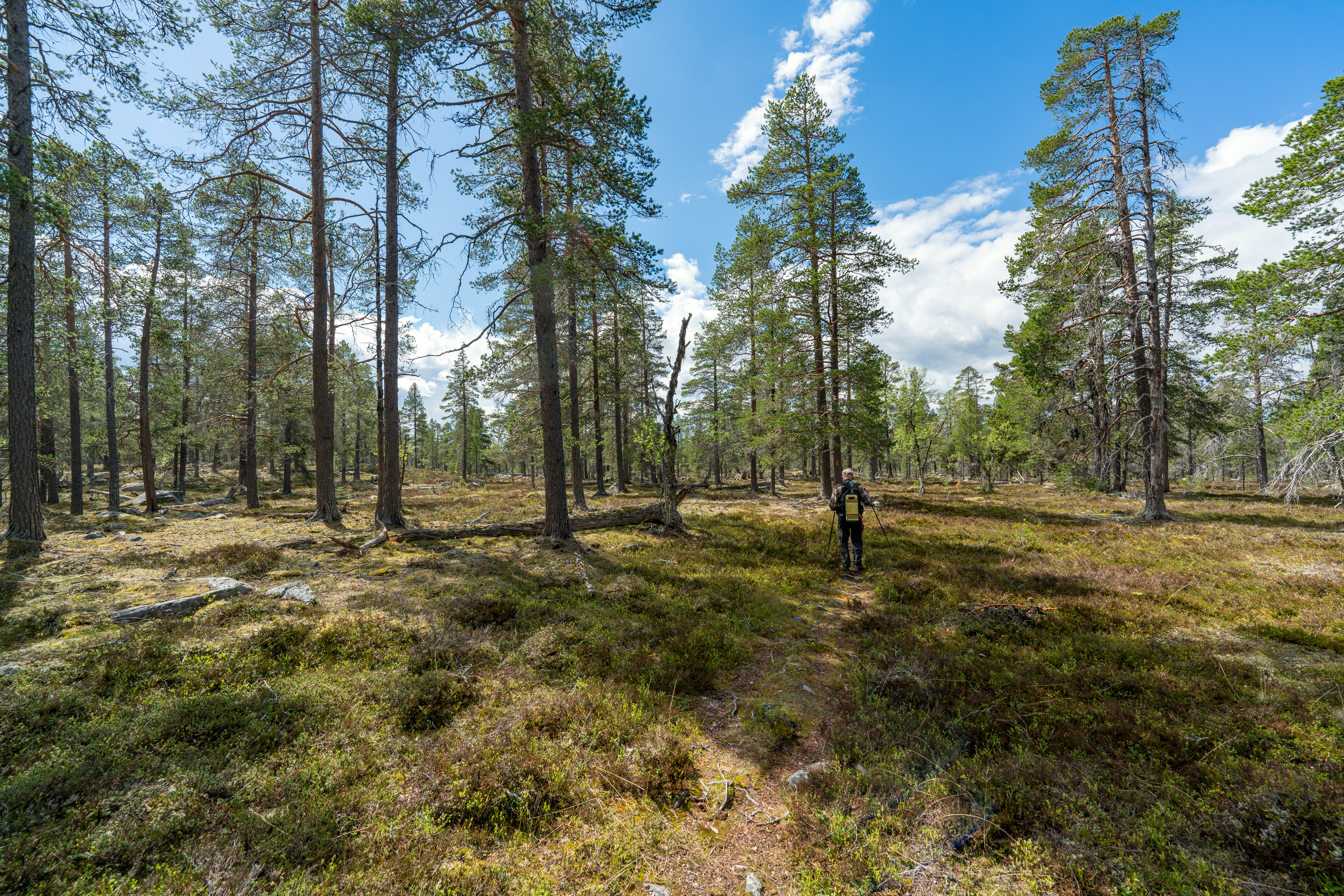
Vandringsleden över Vingåsen.
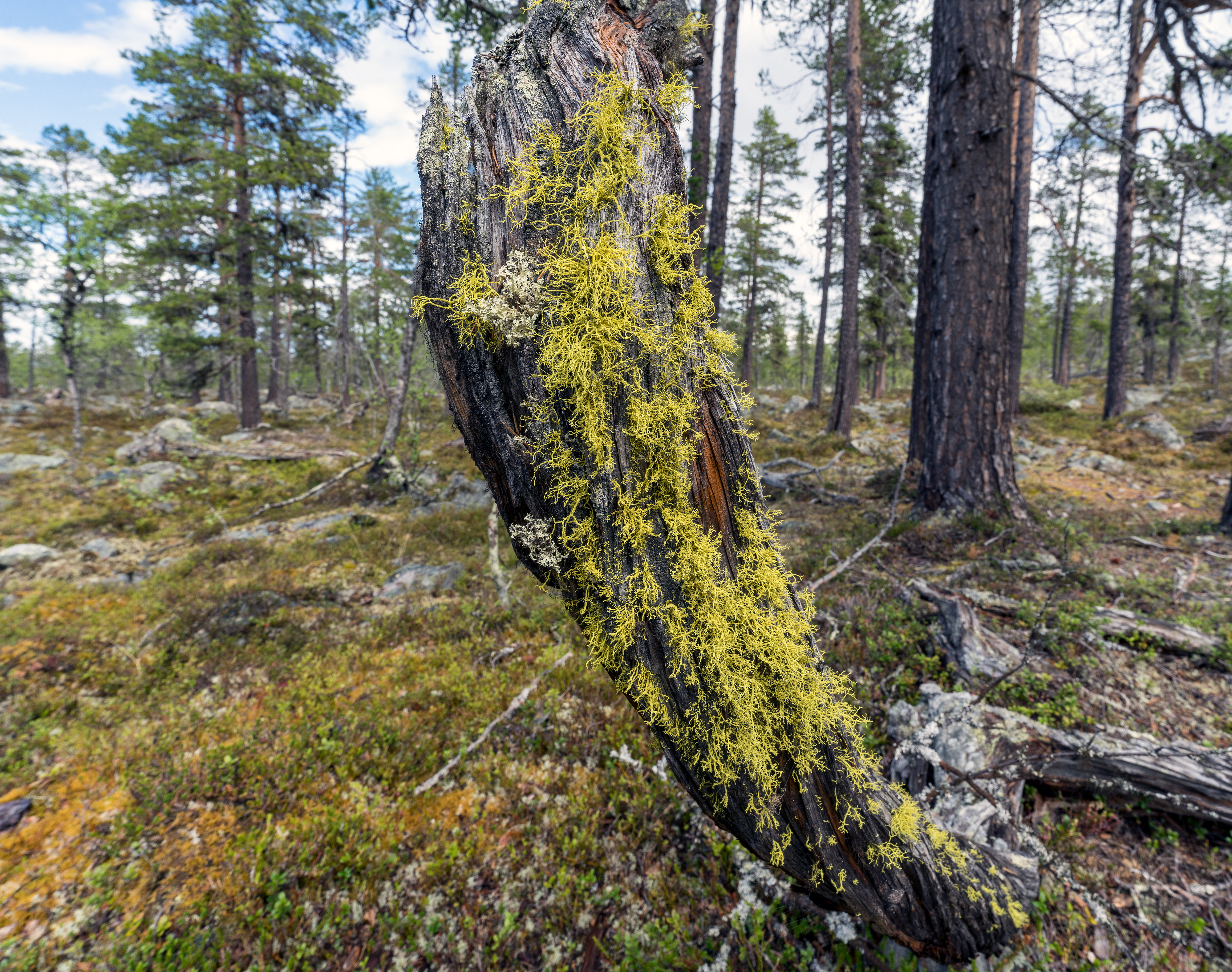
Varglav.
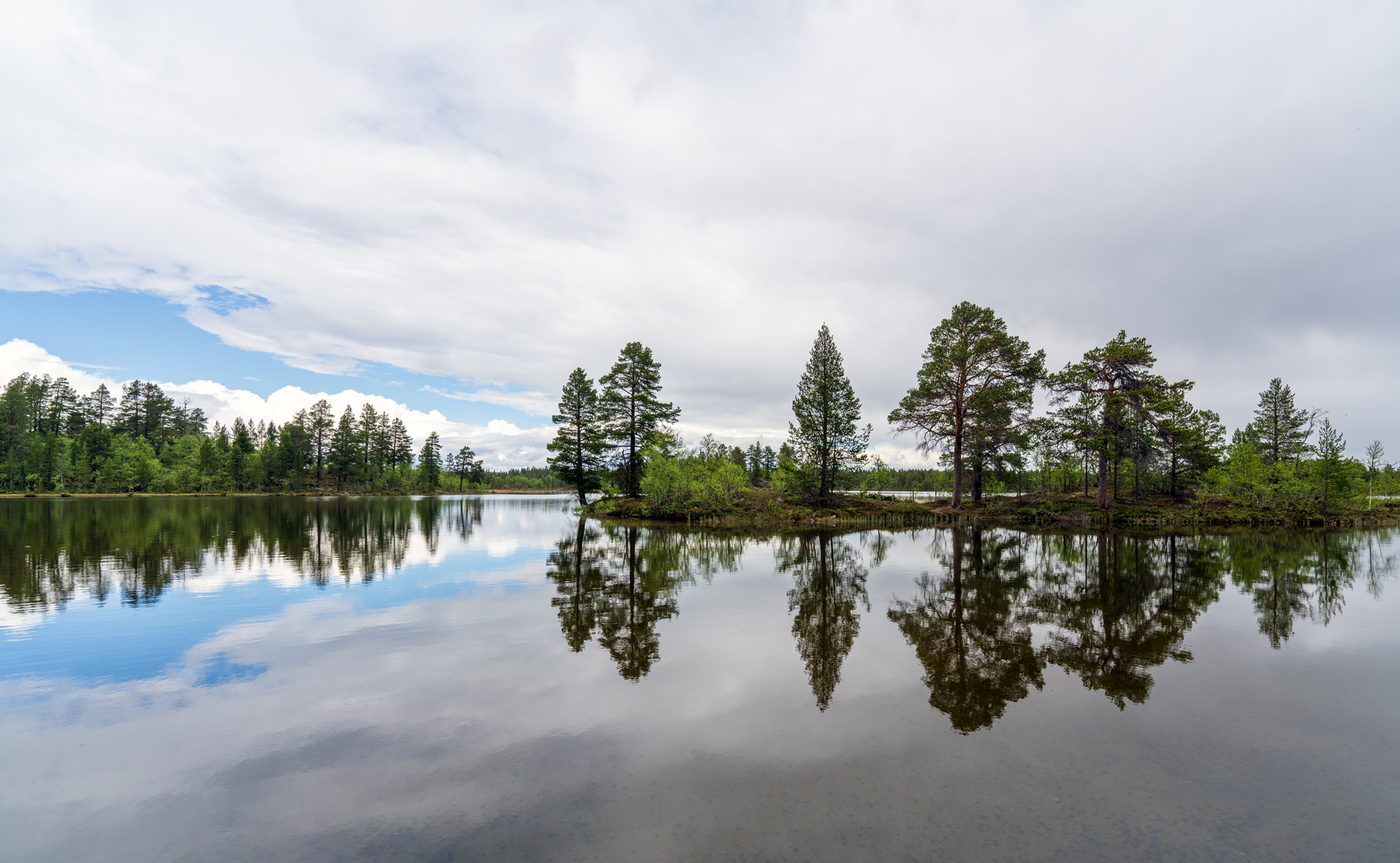
Sjön Väster-Vingarna.
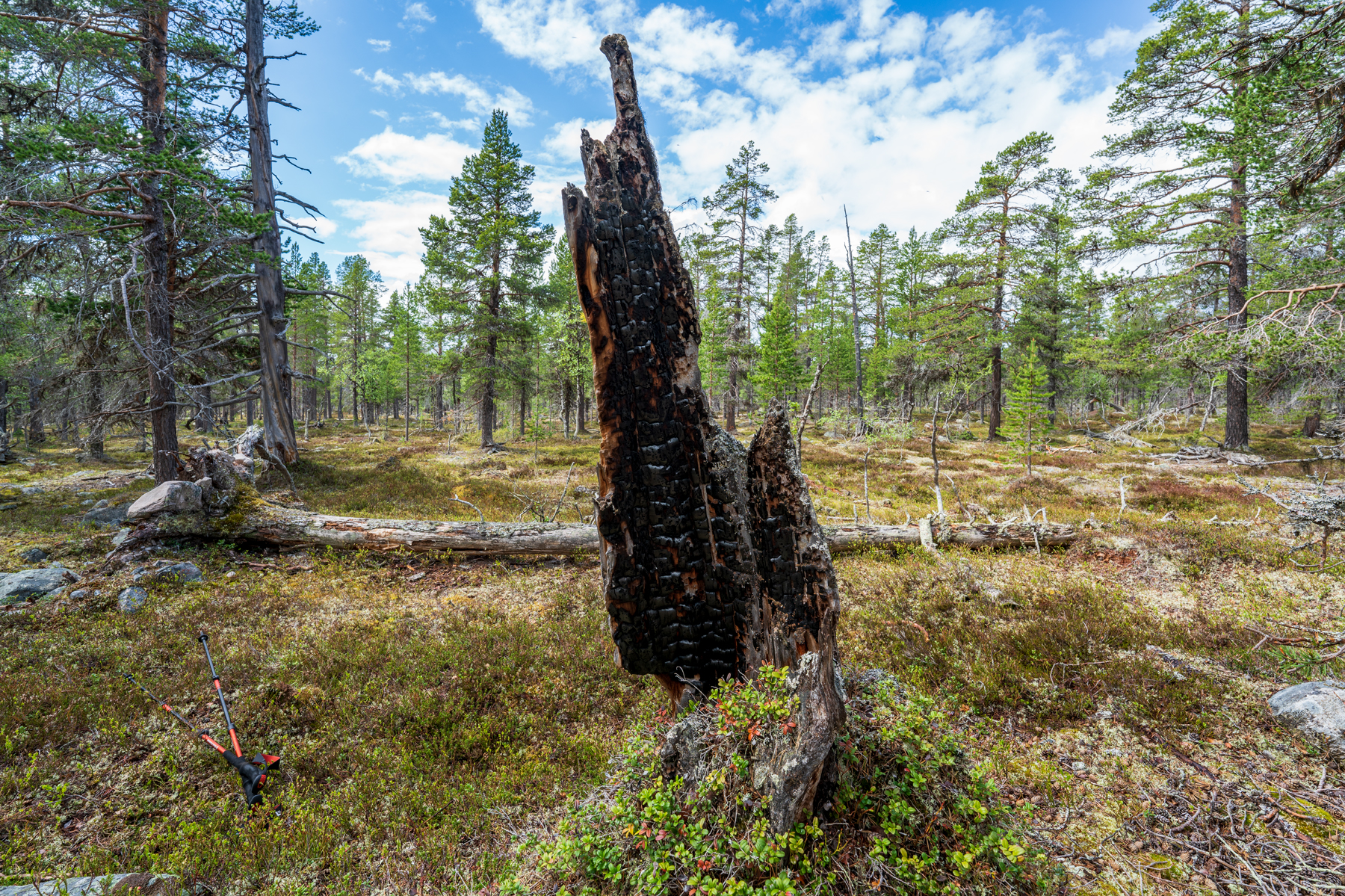
Brandstubbe på Vingåsen.